# Klangrong
Klangrong is een bestuurslaag in het regentschap Pasuruan van de provincie Oost-Java, Indonesië. Klangrong telt 1872 inwoners (volkstelling 2010).